# Mono (rijeka)
Mono je rijeka u zapadnoj Africi. Rijeka izvire između grada Sokodé (Togo) i granice s državom Benin, te teče prema jugu. U svom južnom dijelu rijeka čini međunarodnu granicu između država Togo i Benin. Ulijeva se u Beninski zaljev (dio Gvinejskog zaljeva), u Atlantskom oceanu, kroz opsežan sustav jezera i laguna, od kojih je najveće jezero Togo.
U suradnji Benina i Toga, na rijeci je 1987. izgrađena hidroelektrana Nangbeto, 160 km uzvodno od ušća.

## Vanjske poveznice
|  | Zajednički poslužitelj ima još gradiva o temi Mono (rijeka) |